# Manuel pratique de la culture maraîchère de Paris
Le Manuel pratique de la culture maraîchère de Paris est un ouvrage d'horticulture publié en 1845 par deux jardiniers-maraîchers de Paris, J.-G. Moreau et Jean-Jacques Daverne (1799-1845), à la suite d'un concours ouvert par la Société royale et centrale d'agriculture de la Seine.
Cet ouvrage est le premier témoignage détaillé sur la vie et les pratiques de la culture maraîchère telle qu'elle était pratiquée dans Paris intra-muros au XIXe siècle. Il décrit de façon exhaustive, en 13 chapitres, les cultures, les instruments utilisés et l'organisation de la profession. Ces pratiques de jardinage intensif, employant beaucoup de main-d'œuvre sur des surfaces restreintes, sont décrites mois par mois et culture par culture.
En 1845, les « jardiniers-maraîchers » de Paris, qui formaient une caste dont le savoir se transmettait de génération en génération, exploitaient 1 378 hectares de terres, réparties en 1 800 jardins de 7 650 m2 de superficie moyenne, et employaient 9 000 personnes, soit en moyenne 5 par jardin, le maître-jardinier et son épouse, leurs enfants et des garçons jardiniers salariés. Le travail des jardiniers suffisait à assurer l'approvisionnement en légumes de la ville (qui comptait à l'époque environ un million d'habitants).  
Les maraîchers de Paris, dont l'habileté était déjà reconnue vers 1670 par Jean-Baptiste de La Quintinie,  directeur de tous les jardins fruitiers et potagers du roi Louis XIV, tirent leur nom de marais, terme qui désignait à l'époque les jardins aménagés sur des terrains bas, souvent anciennement marécageux, situés dans les villes ou aux alentours. À l'époque, ils avaient été chassés par l'urbanisation des quartiers centraux de Paris situés à l'intérieur de l'enceinte des Fermiers généraux  et s'étaient réinstallés dans les anciens villages qui venaient d'être annexés par la ville de Paris dans l'enceinte de Thiers établie dans les années 1840.
Les pratiques culturales ignoraient encore l'emploi des engrais de synthèse et des produits phytosanitaires, qui ne s'est développé et généralisé qu'au cours du XXe siècle,  et tiraient parti de méthodes traditionnelles bien établies et des dernières innovations connues, comme l'utilisation des châssis permettant la culture forcée, introduits par un certain Fournier vers 1780, et des cloches maraîchères en verre. Ces pratiques correspondent à celles de l'agriculture biologique avant la lettre.

## Historique
En 1810, la société centrale et royale d'agriculture de la Seine avait ouvert un concours pour la composition d'un traité sur la culture maraîchère pratiquée à Paris, concours resté sans réponse pendant près de trente ans. Le concours est à nouveau ouvert en 1842 et doté d'un prix de 1000 F par le ministre de l'agriculture et du commerce, et c'est alors que deux maraîchers, J.-G. Moreau et J.-J. Daverne entreprennent d'y répondre et remportent le concours en 1844.
L'ouvrage a été réédité en 2016 par les éditions du Linteau avec une introduction d'Antoine Jacobson, responsable du Potager du roi  à Versailles, et Bernard Marrey.  

## Table des matières
- Préface
- Chapitre 1 : Histoire sommaire de la culture maraîchère
- Chapitre 2 :
  - Art.1er : Statistique horticole
  - Art.2 : Économie horticole
- Chapitre 3 : Des terres et de tout ce qui se rapporte au sol
- Chapitre 4 : Des expositions et des situations locales
- Chapitre 5 : Des engrais
- Chapitre 6 : Des eaux pour les arrosements
- Chapitre 7 : Des outils, instruments et machines
- Chapitre 8 : Des opérations de la culture maraîchère
- Chapitre 9 : Des habitudes des maraîchers
- Chapitre 10 : Culture maraîchère à Paris, mois par mois
- Chapitre 11 : Altérations
- Chapitre 12 :  De la récolte et de la conservation des graines potagères
- Chapitre 13 : Calendrier de la culture
- Liste des légumes